# Happiness in Magazines
Happinness in Magazines je v pořadí páté sólové album anglického písničkáře a kytaristy, člena skupiny Blur, Grahama Coxona. Ve Velké Británii vyšlo 17. května 2004 v době Coxonovy odluky od domovských Blur (v letech 2004 až 2008 de facto neaktivních). V britském albovém žebříčku se umístilo nejvýše na 19. pozici, což jej činí dosud komerčně nejúspěšnějším a mezi posluchači nejznámějším sólovým počinem Grahama Coxona. Ve VB se alba prodalo 100 tisíc nosičů, album tedy obdrželo Zlatou desku. Vzešel z něj také Coxonův nejúspěšnější singl, se skladbami "Freakin´ Out" a "All Over Me" (v britském singlovém žebříčku se umístil na 19. příčce). Deska zaznamenala rovněž velmi příznivý kritický ohlas. Producentem desky byl Stephen Street, mj. dvorní producent The Smiths či právě Blur (alba Modern Life Is Rubbish, Parklife, The Great Escape, Blur (album), The Magic Whip). Coxon je stejně jako v případě všech svých alb autorem obálky.

## Seznam skladeb
Album obsahuje následující skladby:

| 1  | Spectacular                  | 2:48 |
| 2  | No Good Time                 | 3:21 |
| 3  | Girl Done Gone               | 3:57 |
| 4  | Bittersweet Bundle Of Misery | 4:53 |
| 5  | All Over Me                  | 4:16 |
| 6  | Freakin' Out                 | 3:41 |
| 7  | People Of The Earth          | 3:04 |
| 8  | Hopeless Friend              | 3:21 |
| 9  | Are You Ready?               | 4:42 |
| 10 | Bottom Bunk                  | 3:16 |
| 11 | Don't Be A Stranger          | 3:29 |
| 12 | Ribbons And Leaves           | 4:11 |

Americká verze alba obsahuje jako bonus skladbu „Right To Pop!“, japonská verze píseň „Life It Sucks“, v níž na bicí hraje člen skupiny Supergrass Danny Goffey.

## Propagace
Vydání alba u společnosti Parlophone/EMI Records přineslo oproti dosavadním „nízkorozpočtovým“ projektům G. Coxona standardní mainstreamovou propagaci. Přičinil se o to i fakt, že v tomto období nebyl členem Blur a mohl být naplno propagován jako sólový umělec. K písním „Spectacular“, „Bittersweet Bundle of Misery“ a „Freakin´ Out" vznikly videoklipy. Vydání alba předcházela, provázela a navazovala na něj rozsáhlá koncertní aktivita s vystoupeními ve Velké Británii, Evropě (mj. na festivalu v dánském Roskilde) a Japonsku (festival Fuji Rock). Coxon vystoupil také v TV pořadech jako Later... with Jools Holland nebo The Frank Skinner Show.

## Ocenění
Na výročních cenách hudebního časopisu NME udělovaných za rok 2004 G. Coxon zvítězil v kategorii „Nejlepší sólový umělec“.